# Ямамото, Наофуми
Наофуми Ямамото (яп. 山本 尚史  Ямамото Наофуми, род. 1 августа 1977, Гифу) — японский реслер и бывший боксёр.
В настоящее время выступает в All Japan Pro Wrestling (AJPW) под настоящим именем и мононимно Ямамото.
Ямамота начал свою карьеру в 2002 году в New Japan Pro Wrestling (NJPW), где он оставался до 2007 года, пока не подписал контракт с World Wrestling Entertainment (WWE). В 2009 году дебютировал в WWE под именем Ёси Тацу (англ. Yoshi Tatsu). В октябре 2014 года вернулся в NJPW под именем Ёситацу (англ. Yoshitatsu).

## Карьера в реслинге

### New Japan Pro Wrestling (2002—2008)
Ямамото начал карьеру в реслинге в 2002 году, после того как окончил додзё в New Japan Pro Wrestling. Там же он и начал выступать.
В своём дебютном мачте он проиграл Ватару Иноуэ, на арене Korakuen Hall. Далее он выступал некоторое время как джобер, чтобы набраться опыта. 27 декабря 2003 года Ямамото проиграл Рюсукэ Тагути за место на будущем ppv. В следующем году он принял участие в розыгрыше Young Lion Cup, где победил Хирооки Гото, Акию Андзаву и Хироси Нагао. Но в итоге он заработал лишь 6 очков, чего было недостаточно для прохода в финал. На следующем Young Lion Cup он выиграл только один матч, победив Юдзиро. В 2006 году Ямамото выступил на своём первом G1 Climax, но проиграл все четыре матча. Ямамото организует тэг-тим вместе с Манабу Наканиси, чтобы победить в следующем G1 Climax. Там они смогли завоевать лишь одну победу, победив Giant Bernard и Travis Tomko. 18 января 2006 году вместе с Осаму Нисимурой он побеждает Тору Яно и вернувшегося Тоги Макабэ. Летом следующего года Ямамото регулярно объединялся с Хироси Танахаси и вместе они сформировали команду под названием New Japan Dragons. Они получили возможность бороться за IWGP Tag Team Championship против Бернарда и Томко, но в результате проиграли. На G1 Climax 2007 Ямамото выступал вместе с Такаси Иидзукой. Хотя они победили три команды, в итоге они заняли лишь последнее место. 2 ноября 2007 года он вместе со своим тренером Юдзи Нагатой проиграл битву за NJPW команде Томохиро Исии и Тору Яно, это был последний матч Ямамото в Японии.

### World Wrestling Entertainment (2008—2014)

#### Коммерческие вопросы (2008—2009)
В конце 2007 года, было объявлено что Ямамото подписал контракт с World Wrestling Entertainment и уезжает в США. Первоначально его определили в подразделение Florida Championship Wrestling, дабы обучить стилю «WWE реслинга» и показать руководству WWE его навыки. За это время он сменил свой псевдоним с Мр. Ямамото на более короткое Ямамото. Там он короткое время выступал в команде с Шимусом под названием «the Movers and the Shakers». В конце 2009 года он окончательно сменил свой псевдоним на нынешний — Ёси Тацу.

#### Основной состав (2009—2014)
26 июня 2009 года Ямамото был определён на бренд ECW под именем Ёси Тацу. Первой свой бой он провёл против Шелтона Бенджамина. Хотя он и победил его, последующий матч-реванш 9 июля Ямамото проиграл. Через несколько месяцев, Ямамото победил Зака Райдера в бою за место претендента номер 1 за звание Чемпиона ECW. Бой с тогдашним чемпионом Кристианом, он проиграл и начал искать другие пути для борьбы за титул. Следующая возможность появилась у него 22 декабря, во время Homecoming ECW. Победитель этой битвы мог бросить вызов Кристиану на Royal Rumble 2009 и Ямамото смог заработать себе место в этом поединке, победив Сваггера. Но претендентом Ямамото так и не стал, проиграв Кэйну. Таким образом на ppv он смог участвовать только в Королевской Битве, но в итоге он был выброшен Джоном Синой за канаты. После битвы Ямамото создаёт команду вместе с Голдастом и они становятся претендентами за объединённый WWE Tag Team Championship. Но они упускают возможность на последнем выпуске ECW на Syfy. После этого Ёси долго оставался невостребованным. За весь 2010 год он дрался за титул всего один раз — вместе с Марком Генри против Нексуса. В пятом сезоне NXT стал наставником Байрона Сакстона. Именно на NXT началась повторная раскрутка Ёси. Во время фьюда с Тайсон Киддом Ёси сменил внешность, став похожим на японского воина.
12 июня 2014 года был уволен из WWE. Вернулся в NJPW и получил травму после Styles Clash от AJ Стайлза.

## Личная жизнь
Ямамото обладает профессиональными навыками борьбы, бокса и джиу-джитсу. Помимо этого он окончил Университет Кокусикан по специальности политология.

## В рестлинге

### Приёмы
- Финишеры
  - Diving spinning heel kick[26][27]
  - Roundhouse kick[26] — WWE
  - Shining Wizard — WWE
- Основные приёмы
  - front flip senton
  - Multiple kick variations
    - Back[28]

  - Missile dropkick
  - Shoot[28]
  - Octopus hold[1]
  - Rolling Snapmare followed by a kick to the chest — WWE
  - Roaring Elbow (Discus elbow smash)[29]

### Прозвища
- «The Cardiac Kid»[30][31]
- «The Poison Fist of the Pacific Rim»[30][31]
- «The Rising Sun»

### Музыкальные темы
- «J-Pop Drop» в исполнении Tom Haines и Christopher Branch (WWE, 2009-настоящее время)

## Титулы и достижения
- Pro Wrestling Illustrated
  - PWI поставила его под номер #78 из 500 рестлеров выступающих соло PWI 500 в 2010[32]